# Mike Turner

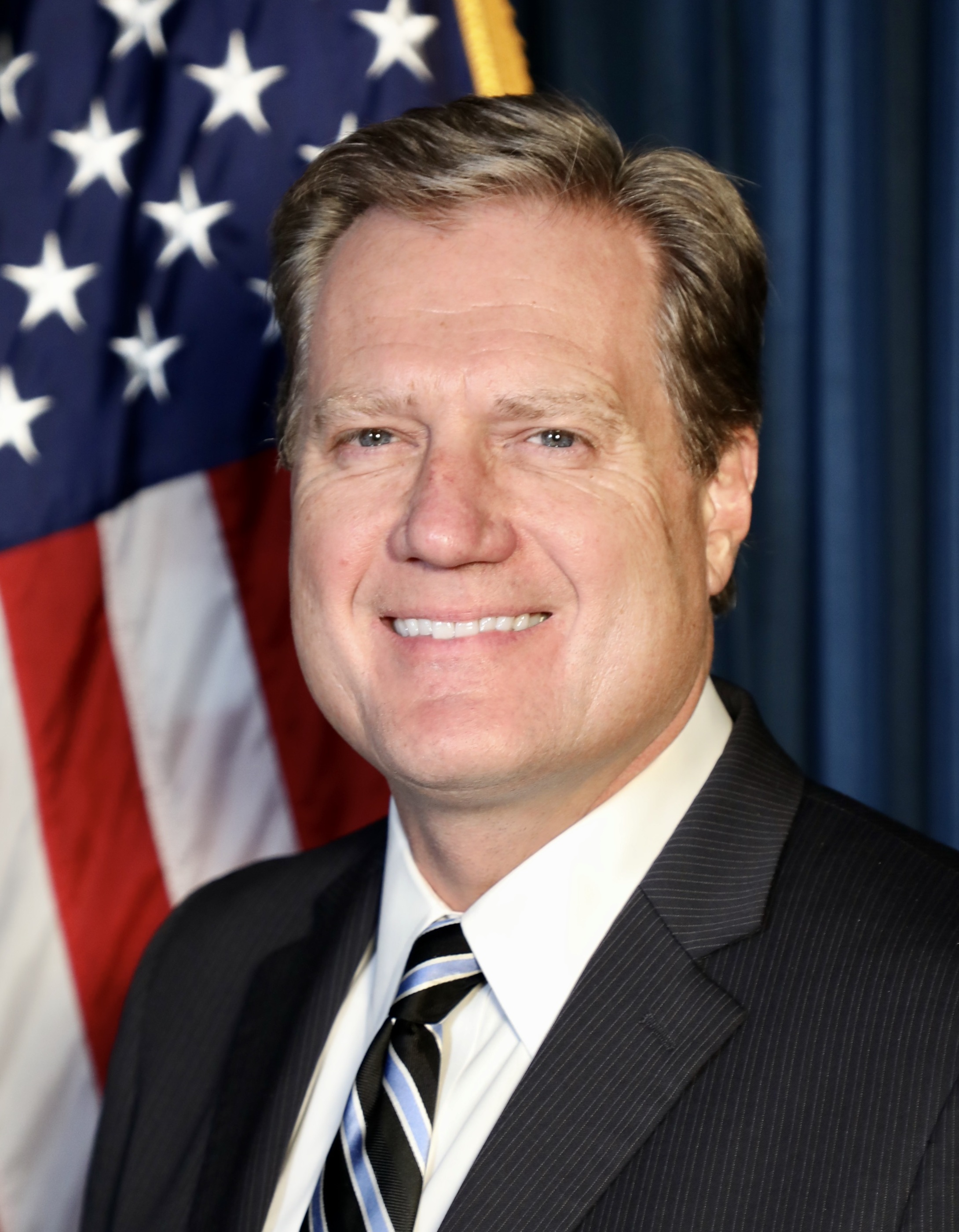
Mike Turner (2020)

Michael Ray „Mike“ Turner (* 11. Januar 1960 in Dayton, Ohio) ist ein US-amerikanischer Politiker der Republikanischen Partei. Seit Januar 2003 vertritt er den Bundesstaat Ohio Repräsentantenhauses der Vereinigten Staaten. Zunächst vertrat er ab 2003 den dritten Distrikt und dann seit 2013 den zehnten Distrikt.

## Biografie
Als Sohn von Ray und Vivian Turner wurde Mike Turner in Dayton (Ohio) geboren. Er hat eine Schwester. Seinen High-School-Abschluss erhielt er 1978 an der Belmont High School in seiner Heimatstadt. 1982 erwarb er seinen Bachelor of Arts in Politikwissenschaften an der Ohio Northern University in Ada (Ohio). Dem folgte der Juris Doctor (J.D.) 1985 an der Case Western Reserve University in Cleveland und der Master of Business Administration 1992 an der University of Dayton. Danach praktizierte er als Rechtsanwalt.
Mike Turner hat zwei Kinder und lebt in Dayton.

## Politik
Politisch wurde Turner Mitglied der Republikanischen Partei. Im Jahr 1994 wurde er zum Bürgermeister von Dayton gewählt und blieb bis 2002 in diesem Amt.
Bei der Wahl zum Repräsentantenhaus der Vereinigten Staaten 2002 wurde Mike Turner als Vertreter des dritten Kongresswahlbezirks von Ohio in das Repräsentantenhaus der Vereinigten Staaten in Washington, D.C. gewählt, wo er am 3. Januar 2003 die Nachfolge des Demokraten Tony P. Hall antrat, der im September zuvor zurückgetreten war, um Botschafter bei der Ernährungs- und Landwirtschaftsorganisation der Vereinten Nationen zu werden. Er setzte sich bei der Wahl mit 58,8 % durch. Er konnte ebenfalls alle folgenden elf Wahlen zwischen 2004 und 2024 gewinnen. Er wurde dabei stets mit mehr als 55 Prozent wiedergewählt. Sein bestes Ergebnis erzielte er bei der Wahl 2010 mit 68,1 Prozent der Stimmen. Sein schlechtestes Ergebnis hatte er im Jahr 2018 mit 55,9 %. Seit 2013 vertritt er den zehnten Wahlbezirk seines Staates im Kongress. Seine aktuelle, insgesamt zwölfte Legislaturperiode im Repräsentantenhaus des 119. Kongresses läuft noch bis zum 3. Januar 2027.

### Ausschüsse
Er ist aktuell Mitglied in folgenden Ausschüssen des Repräsentantenhauses:
- Committee on Armed Services
  - Strategic Forces
  - Tactical Air and Land Forces
- Oversight and Government Reform Committee
  - Military and Foreign Affairs

Zuvor war er auch Mitglied im Permanent Select Committee on Intelligence. Seit 2011 ist er für die Vereinigten Staaten Mitglied in der Parlamentarischen Versammlung der NATO. Von 2014 bis 2016 war Turner Präsident der Versammlung.

### Positionen
Im Zuge des Bürgerkrieges in Syrien lehnte Turner einen Militärschlag 2013 ab, es sei denn, Barack Obama würde die Budgetkürzungen für das Pentagon aufheben.

## Kontroversen
Immer wieder gibt es Korruptionsvorwürfe gegen Turner. Schon mehrmals wurde er „eines der korruptesten Mitglieder des Kongresses“ genannt.
Am 14. Februar 2023 veröffentlichte Turner eine scheinbar dramatische Nachricht aus dem Geheimdienstausschuss, dem er angehört, in abstrakter Form, was die Regierung Biden unter Druck setzte, öffentlich zu reagieren. Andere Parlamentarier kritisierten Turners ungewöhnliche Stellungnahme scharf und stellten seine Eignung als Chef des Geheimdienstausschusses infrage, besonders, nachdem sich die Gefahr als nicht akut herausgestellt hatte.